# From Morning to Midnight
From Morning to Midnight is een opera gecomponeerd door de Brit David Sawer.
De opera (gecomponeerd van 1998 tot 2001) is gebaseerd op een toneelstuk van Georg Kaiser.
De hoofdpersoon berooft de bank waar hijzelf werkt. Als rijk man, die niet meer hoeft te werken, weet hij echter niet wat hij met zijn leven aan moet.
In 2005 extraheerde Sawer een symfonische suite uit zijn opera; deze suite omvat de kernpunten van het verhaal:
1. Bank;
2. Field; (de kassier confronteert zichzelf in het open veld met wat hij gedaan heeft);
3. Interlude; (een reis naar de grote stad);
4. Velodrome (de kassier bezoekt een wielerzesdaagse).

Deze suite van een half uur heeft eenzelfde compositiestijl als Tiroirs en Byrnan Wood; het is fragmentarisch van opzet. Door deze opzet blijft het vrijblijvend, hetgeen ook gezegd kan worden van het leven van de kassier van de bank na de overval.    